# Damae
Daniela Marina Elisabeth Klein (Keulen, 10 juli 1979), beter bekend onder haar artiestennaam Damae, is een Duits zangeres en presentator. Haar artiestennaam is afgeleid van de beginletters van haar voornamen. Zij is bekend geworden van de danceformatie Fragma.

## Carrière
Damae werd op haar 14e jaar ontdekt als fotomodel en begon haar carrière als model in diverse bladen. Ze werd gevraagd door film- en muziekproducenten, maar sloeg dit aanbod af.
Damae ontmoette muzikant Ramon Zenker, en hij nodigde haar uit in zijn studio voor het opnemen van muziek. Haar zangdebuut kwam met de single You Are Alive. Na het succes van de single werd ze zangeres voor de dance-act Fragma. Ze nam in 2001 het album Toca op, dat internationaal een succes werd. Het album behaalde in het Verenigd Koninkrijk goud.
Damae werd gevraagd als presentator voor het Duitse programma Dance:District. Hier interviewde ze diverse dj's en muzikanten als Paul Van Dyk, Tiësto, Junior Jack en Mousse T..
Ze zong het nummer Lonely voor de Duitse artiest Schiller in 2008 op het album Sehnsucht.
In datzelfde jaar nam Damae na lange tijd afwezigheid opnieuw twee nummers op met Fragma. Er volgde een tour als onderdeel van de 'Memory'-tour.
In 2011 werkte Damae samen met Plastik Funk op het nummer What Love Can Do, en met de Italiaanse groep Djs from Mars op Insane (In Da Brain).

## Discografie (selectie)

### Singles met Fragma
- 2001: You Are Alive (behaalde goud in het VK)
- 2001: Say That You're Here
- 2002: Time And Time Again
- 2005: Born to Love
- 2007: Deeper
- 2008: Memory
- 2009: Forever And A Day
- 2011: Everytime You Need Me 2011
- 2012: Thousand Times

### Singles als Damae
- 2006: Not Over You
- 2015: Castles In The Sky
- 2015: Jaaana
- 2017: Phoenix

### Singles met andere artiesten
- 2003: Velvet Morning (met Kyau vs. Albert)
- 2008: Lonely (met Schiller)
- 2011: What Love Can Do (met Plastik Funk)
- 2011: Insane (In Da Brain) (met Djs from Mars)
- 2016: Human Nature (met Saint Tropez Caps)